# Gamm-Nybränntjärnen
Gamm-Nybränntjärnen är en sjö i Vindelns kommun i Västerbotten och ingår i Umeälvens huvudavrinningsområde. Gamm-Nybränntjärnen ligger i Åtmyrberget Natura 2000-område.